# 飛翔鮫
『飛翔鮫』（ひしょうざめ、海外名は FLYING SHARK, SKY SHARK）は、1987年3月に発売された業務用の縦スクロールシューティングゲーム。販売はタイトー、製作は東亜プラン。

## 概要
自機の複葉機フライングシャーク号を操作し、敵飛行機や戦車等の攻撃を回避しつつ、それらをショットやボンバーで破壊しながらゲームを進めていく。被弾もしくは飛行機同士で衝突すると自機のストックを1機失い、全てなくなるとゲームオーバー。設定によってはコンティニューできる。
- 全5面構成で、5面クリア後は難易度の上がった2周目となり、以後自機がなくなるまで周回が上がりつづけるループゲームである。なお、2週以降からは1面がカットされ、2から5面のループとなる。
- 自機の武器は、パワーアップアイテムを取るごとに発射弾数が放射状に広がっていくメインショット（最大6段階）と、ボタンを押すと爆発し敵にダメージを与え敵弾を相殺する強力な爆弾の2種類で、スピードアップや武器チェンジは無い。
- パワーアップアイテムは、Sと書かれた黄色いパネル。時折出現する赤色の飛行機編隊を全滅させることによって出現する。また黄色い編隊の場合ボーナスが発生し、白い編隊の場合1UPアイテムが出現する。なお、いずれの編隊とも弾を一切発射しない。
- 爆弾は発射したあとすぐには爆発せず、短い距離を前方に飛んでから、一定範囲に爆風を起こす。回数制でストックがなくなると発射できなくなる。ストックは、特定の地上物を破壊したときに出現する、赤いアイテム（B）を取ることによって増加するが、ステージクリアするとボーナス点数に加算され、次の面では初期設定の3個ストックに戻る。また赤いアイテム（B）は画面上に1個しか表示できない仕様となっている為、複数赤アイテム（B）が存在する場面では1個ずづ回収していかないと取り逃してしまうので注意が必要である（4、5面にあり）。爆弾の最大ストック数は各面によって異なる。
- ステージが終わりに差し掛かると、ステージのボスともいえる大型の敵が出現する。その後、大型敵を倒したか否かにかかわらず着陸場に到達し、ステージクリアとなる。この際にボムのストック数に応じてボーナスが加算される。
- 雑魚クラスの戦闘機を撃墜すると、その撃墜した敵機と自機との距離関係でエフェクトが異なる。遠距離だと地上に墜落、近距離だとその場での爆発。なお、このギミックは続編の『鮫!鮫!鮫!』にも継承されている。
- 登場する兵器は自機の複葉機、敵機では自機と同じ複葉機や単葉機、戦車、艦船および船舶、砲台などで第二次世界大戦以前の旧式もしくはそれに準ずる物が大半を占めている。
- 雑魚クラスの地上物（戦車および船舶等）にショットを当てるとまず砲塔が破壊され、その本体にさらにショットを当てると撃破となる。このギミックは『雷電』をはじめ後進の縦スクロールSTGにも流用されている。
- ステージは社員旅行で東南アジアへ行った影響から、南国テイストである。
- 遠距離で撃墜した敵機が地上物の上に墜落すると、その地上物も破壊される。

## アイテム
- （S）
赤の飛行隊を全滅させることにより出現する。取ると自機が1段階パワーアップする。
- （B）
ストックのボンバーが1つ増える。基本的に特定の地上物キャラを撃つことにより出現する。なお、2つ同時には登場しない。
- （1UP）
白の飛行隊を全滅させることにより出現する。取ると1UP。1ゲームで最高2回しか出現しない。白の飛行隊が出現する箇所はランダムで早くても2面の最初、遅くても3周目くらいで2回出現する。

## ボーナス
- 黄色の飛行隊を全滅させることにより1000点獲得できる。
- 面クリア時に所持ボンバー数×3000点を獲得。スコア加算後ボンバーの所持数は3発にリセットされ次の面へと進む。

## 難易度
- 東亜プランのゲームの中では『スラップファイト』と同じく、かなり低い。対地・対空兼用かつ射程制限のないショット等の極めてオーソドックスな作りで、テクニカルな要素が少ない。シューティングゲームが得意な人なら、気軽にちょっとやり込めば1周はできなくともラスボスまで到達できるレベルである。また、ステージクリアの度にボンバーが3発に支給される事と相まって初心者にも易しく、ゲームバランスも良好である。このゲームは切り返し避け系シューティングゲームの元祖とされる。なお、自機の移動速度は遅めで、当り判定は大きめのため、高速な敵弾を切り返して避けるには多少のコツが必要である。
- 地上物キャラの放つ弾のスピードは周を重ねるごとに速くなり、発射間隔も短くなる。地上物攻撃の難易度は16周目まで高くなり、具体的には耐久力のある敵（中型機、大型戦車、列車など）の硬さが増していくが、空中物キャラの難易度は3周以降はあまり変化しない。最高難易度である16周目をクリアすると、次の17周目は3周目と同じ難易度に戻る。
- 上級者のステータスである1000万点は18周目前後が目安で、時間的には約4時間前後である。上級者レベルでボンバーを一切使用しない攻略も存在する。

## 音源
- 東亜プランの作品としては、初めてFM音源を採用している[1]。音源はYM3812で、その後『ヴィマナ』まで使われ続けた（『大旋風』除く）。
- 1988年にサイトロン・レーベルから発売されたCD『GSM・TAITO2』にBGMが収録されている。トラックは2番目。
- 2018年8月29日にシティコネクションより発売された『東亜プラン ARCADE SOUND DIGITAL COLLECTION Vol.9』にも収録。

## 前後の東亜プラン作品との関係
- 『タイガーヘリ』や『スラップファイト』等の従前の東亜プランの作品では存在した自機のメインショットに射程が、今作からは廃止された。
- 東亜プラン縦STGでは初めて、左右にもスクロールする。基本の縦スクロールと同時に、自機の左右移動にあわせて左右にもゆっくりスクロールする。このため、画面の4/3倍の空間でのプレイが可能になり、敵を画面外に出して攻撃を封じる等の戦略性が増した。これは東亜プランの前身であるクラックスが1984年に開発した『ジャイロダイン』でも採用されており、その流れを受け継いだものである。なお、『ジャイロダイン』の同年代の他社作品では『スターフォース』、『バルガス』、『エクイテス』（いずれも1984年）でも採用されている。また、『雷電』や『怒首領蜂』ほか、以降の多くのSTGにも採用されている。

## 移植
X68000版
金子製作所（後のカネコ）が発売。
FM TOWNS版
ビングが発売。
NES版（Sky Shark）
1989年9月にタイトーアメリカが、NES版を発売した。
PlayStation 4 / Nintendo Switch版（飛翔鮫！鮫！鮫！）
2022年4月28日にエムツーが『M2ショットトリガーズ』シリーズ『飛翔鮫！鮫！鮫！』の収録作品として、PlayStation 4版とNintendo Switch版を発売した。
アーケード版（『飛翔鮫』『Sky Shark』『Flying Shark』の3バージョン）の移植で、「SUPER EASY」モードやゲーム状況の表示機能など便利機能が搭載されている。
また、有料DLCの一内容として、NES版『SKY SHARK』が収録されている。
PC(Windows / macOS / Linux)版（Flying Shark）
2023年8月24日にBitwave Gamesが、『Toaplan Arcade Shoot‘Em Up Collection Vol. 2』の1作品として、SteamとGOG.comでPC版を配信した。
アーケード版の移植で、「Very Easy」モードや巻き戻し機能など便利機能が搭載されている。
iOS / Android版（Amusement Arcade TOAPLAN）
2024年11月26日に株式会社TATSUJINが発売。アーケード版の移植。東亜プラン制作のゲーム25本をカップリング。
Nintendo Switch / PlayStation 4 / PlayStation 5 / Xbox Series X/S版（東亜プラン アーケードコレクション VOL 1）
2025年8月28日に発売。オムニバス内の一本でPC向けに展開されている『Toaplan Arcade Collection』の家庭用移植版となっている。開発元はBitwave Games、日本における販売元はシティコネクション。アーケード版の移植。